# Thank u, next (曲)
「thank u, next」（サンキュー、ネクスト）は、アリアナ・グランデの楽曲。Billboard Hot 1001位と全英シングルチャート1位を記録し、アメリカレコード協会 (RIAA) 認証プラチナ等級を受けた。